# Государственный архив Мурманской области
Государственный архив Мурманской области является крупнейшим среди архивных учреждений области источником информационных ресурсов по истории Кольского полуострова. Расположен в Мурманске на улице Карла Либкнехта, 35. Филиал ГАМО находится в Кировске.

## История
Начало архивному строительству на Мурмане было положено 10 апреля 1922 года, когда был создан Мурманский губернский отдел Центрального архива РСФСР (Губархив). Постановлением президиума Мурманского губисполкома от 11 декабря 1922 года Мурманский губернский отдел Центрархива был переименован в архивное бюро губисполкома.
С преобразованием Мурманской губернии в Мурманский округ Ленинградской области на основании постановления ВЦИК от 1 августа 1927 года архивное бюро губисполкома было преобразовано в архивное бюро Мурманского окрисполкома (Мурманский окружной архив).
Указом Президиума Верховного Совета СССР от 28 мая 1938 года была образована Мурманская область. Решением Организационного комитета ВЦИК по Мурманской области от 10 октября 1938 на базе Мурманского окружного архива с 1 октября 1938 было организовано Мурманское областное архивное управление. С 1939 года в структуре областного архивного управления выделен Государственный архив Мурманской области.
Решением Мурманского облисполкома от 5 июня 1958 с 1 июля 1958 был образован филиал ГАМО в городе Кировске. Зоной комплектования филиала стала южная часть области.
После событий 19 — 21 августа 1991 года на основании Указа Президента РСФСР от 24 августа 1991 № 83 «О партийных архивах» и решения Мурманского облисполкома от 28 августа 1991 года № 267 в состав ГАМО на правах архивохранилища документов новейшей политической истории был включен партийный архив Мурманского областного комитета Коммунистической партии РСФСР.
На 1 января 2001 года в ГАМО (без архивохранилища документов новейшей политической истории) хранится 1153 архивных фонда, свыше 309 тысяч единиц хранения с документами о прошлом и настоящем нашего края, а также свыше 16,6 тысячи единиц хранения фотодокументов. Фильмофонд Мурманской области содержит более 4,2 тысячи кинофильмов и киножурналов и 1,7 тысячи видеофонограмм. В филиале ГАМО хранится 460 фондов, свыше 192,6 тысячи единиц хранения, а также более 14 тысяч единиц хранения фотодокументов. Фонды научно-справочных библиотек ГАМО и филиала насчитывают свыше 10 тысяч книг, журналов и подшивок газет.